# Atlantis (platenlabel)
Atlantis was een klein Amerikaans platenlabel van eind jaren 70 en beginjaren 80. Het was gevestigd in Bangor (Maine) en bracht voornamelijk new age-achtige muziek uit. Een van haar stalartiesten was Steve Jolliffe na zijn Tangerine Dream-periode.
De catalogus had een eigenaardige administratie. Drakes venture van Jolliffe kreeg code CUS 616 mee, zijn album Journeys out of the body simpelweg JOOB.
CUS refereerde aan eigenares Janet Cucinotti, die later Zebra Productions oprichtte in Californië.